# Walter Perron (Künstler)
Walter Perron, auch Walther Perron sowie Friedrich Walter Martin Perron (* 30. September 1895 in Frankenthal (Pfalz); † 19. Oktober 1970 ebenda), war ein deutscher Maler und Bildhauer.

## Familie
Perron war der Sohn des Lederhändlers Louis Perron und der Vetter des Mathematikers Oskar Perron. Seit Januar 1924 war er mit Carla Koch verheiratet.

## Ausbildung

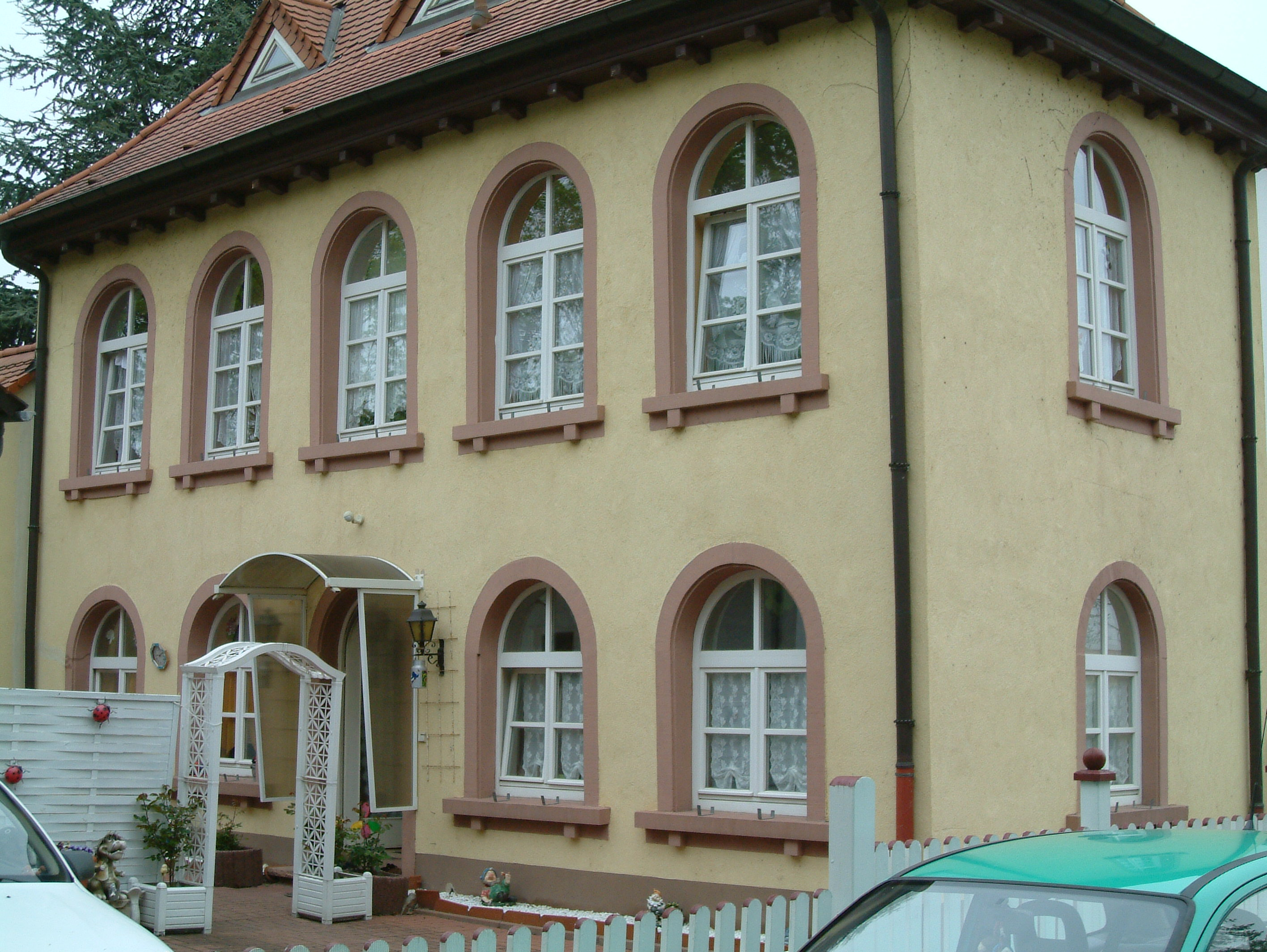
Perrons Domizil in Dirmstein während des Zweiten Weltkriegs

Bereits als Schüler genoss Perron eine künstlerische Ausbildung bei Karl Dillinger in Mannheim. 1912/13 setzte er diese in Frankfurt am Main bei Fritz Boehle fort. Nach dem Ersten Weltkrieg folgten Studien bei Josef Andreas Sailer, dem Leiter der Privatschule von Heinrich Knirr in München.

## Beruf
Perron, dessen Atelier sich in seiner Frankenthaler Zeit im Foltzring befand, schuf zahlreiche gegenständliche Werke und arbeitete bevorzugt mit Öl auf Leinwand oder Holzplatte. Dabei bevorzugte er eine auffallende Farbgebung, z. B. leuchtende Gelb- und Orangetöne. Auch im Umland von Frankenthal war er tätig: Unterbrochen durch Einsätze im Zweiten Weltkrieg, lebte er von 1942 bis 1952 in Dirmstein, wo seine Frau das in klassizistischem Stil erbaute ehemalige „Badehaus der Gräfin von Brühl“ im Sturmfederschen Kellergarten gepachtet hatte. Einen ebenfalls aus dem 19. Jahrhundert stammenden Gartenpavillon am nordwestlichen Ortsrand versah er mit Sgraffiti; der Pavillon wurde zwischen 2006 und 2013 saniert. In Kleinniedesheim stammt das Ehrenmal für die Opfer des Zweiten Weltkriegs von Perron.

## Werke (Auswahl)

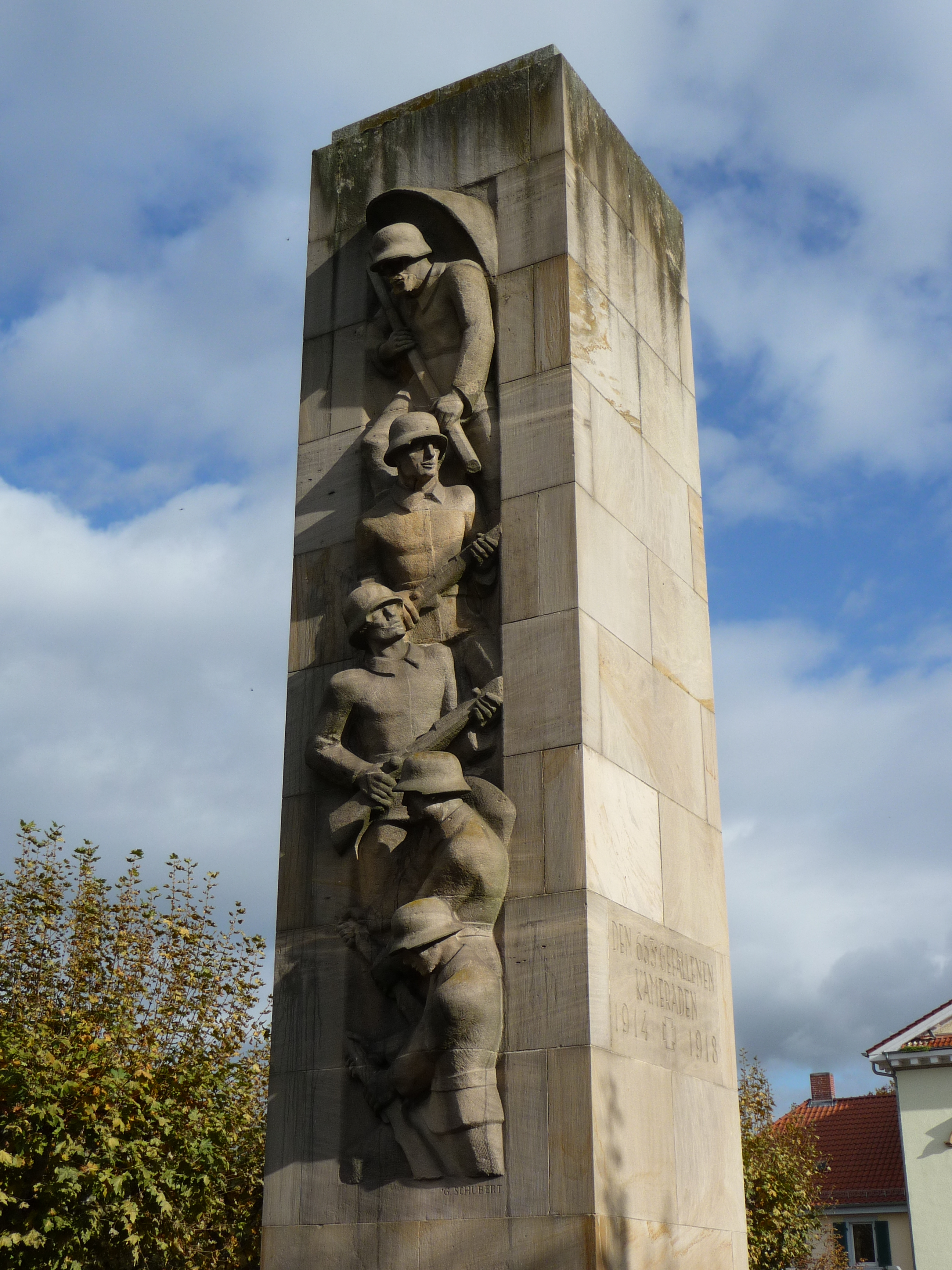
Kriegerdenkmal in Frankenthal
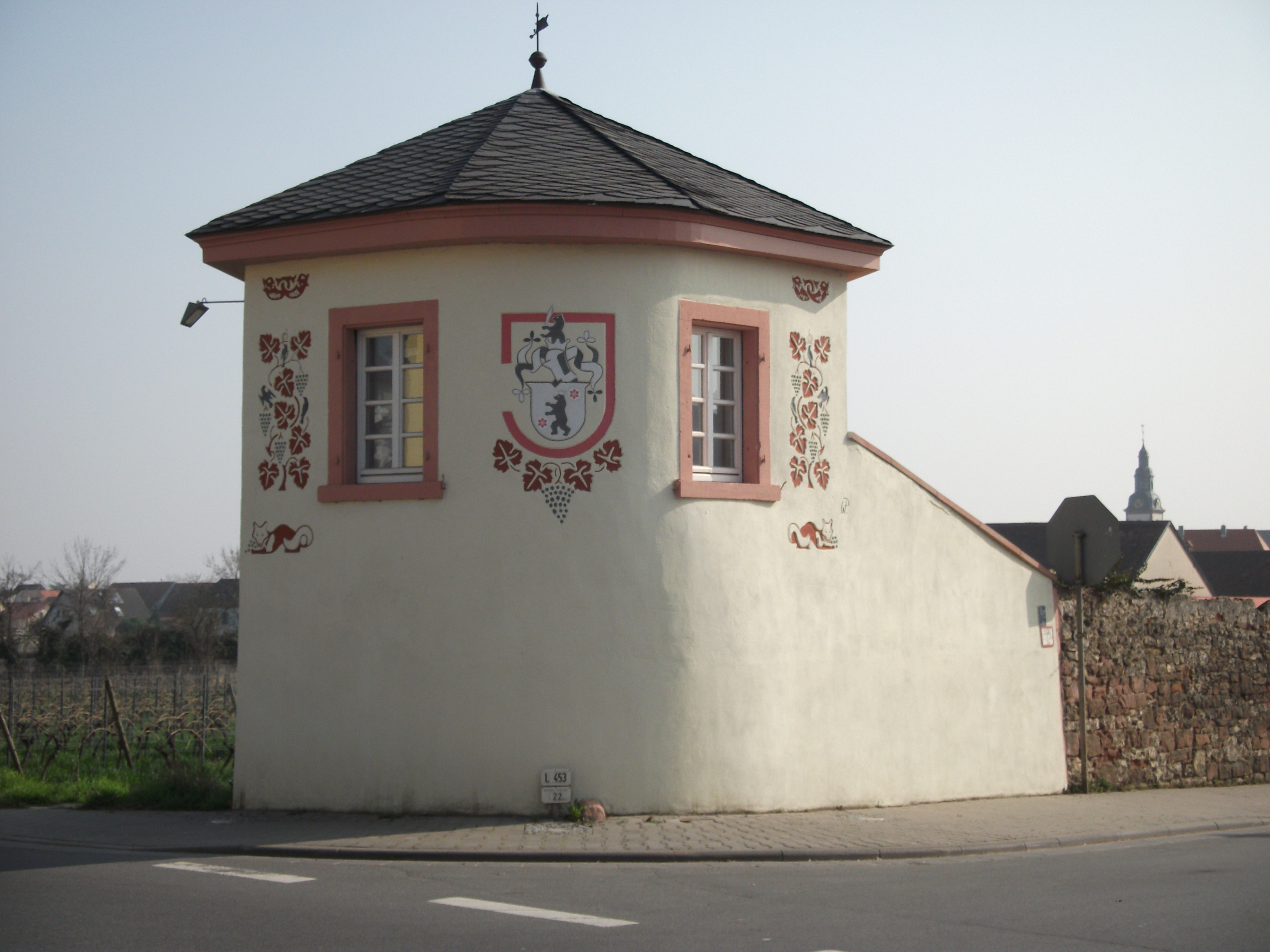
Pavillon im Dirmsteiner Jesuitenhofgarten
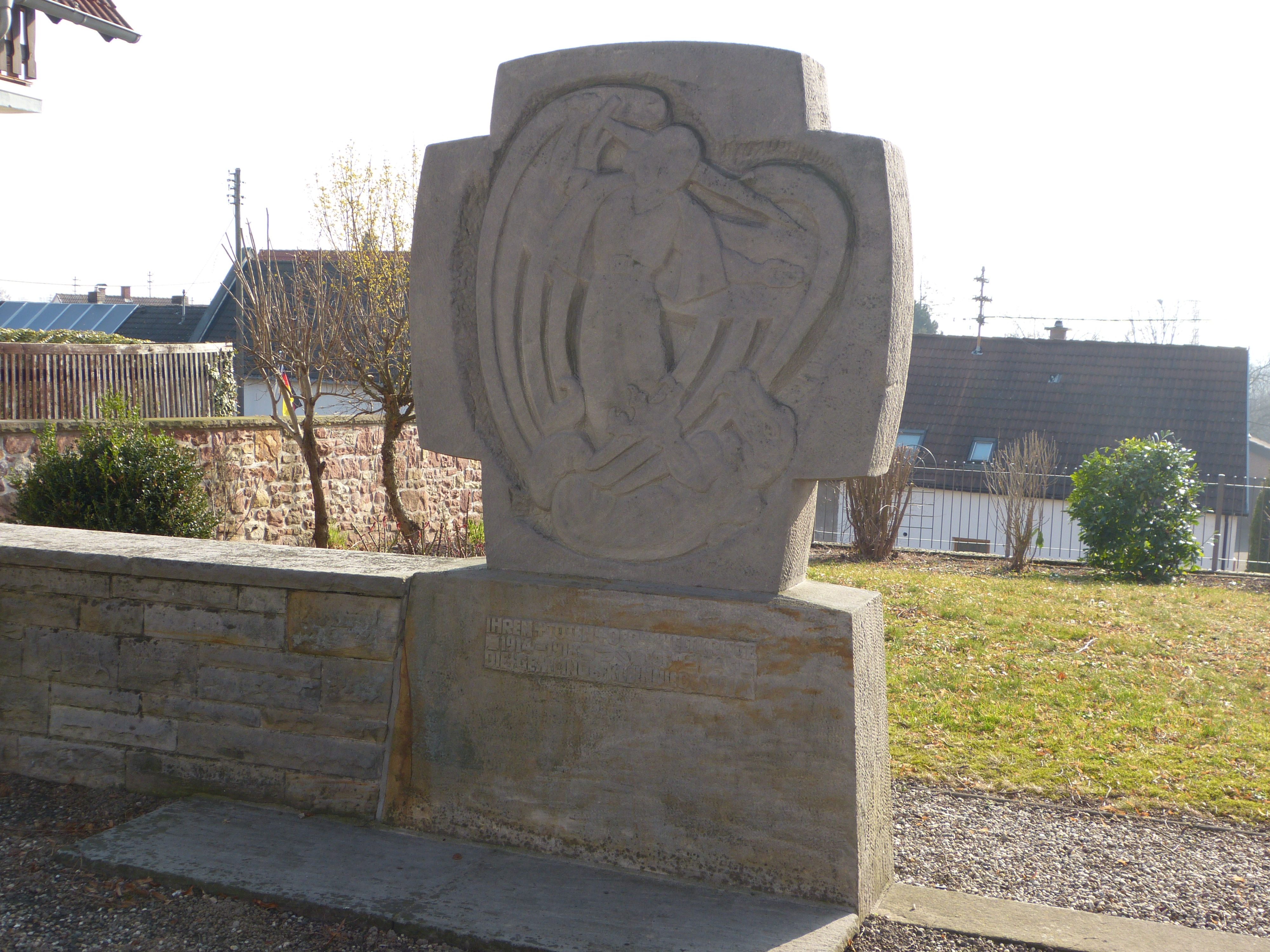
Kriegerdenkmal in Kleinniedesheim

- Kriegerdenkmal für die Gefallenen der Stadt Frankenthal (Pfalz), 1936, gemeinsam mit Georg Schubert
- Herbststrauß, Öl auf Holzplatte, signiert und datiert, 1942, 83 × 65 cm
- Selbstportrait, Öl auf Leinwand, signiert und datiert, 1943, 82 × 75 cm
- Blumenstilleben, Öl auf Leinwand, signiert und datiert, 1945, 80 × 70 cm
- Rose, Öl auf Holzplatte, signiert und datiert, 1946, 28 × 23 cm
- Kratzputz-Malerei an Gartenpavillon, Dirmstein, um 1950
- Ehrenmal für die Opfer des Zweiten Weltkriegs, heller Sandstein aus Bad Dürkheim, Kleinniedesheim, 1957
- Phönix, Aluminiumguss, Bad Dürkheim, 1970 (kurz vor Perrons Tod)

## Auszeichnungen
Zum 70. Geburtstag erhielt Perron 1965 das Bundesverdienstkreuz 1. Klasse.

## Ausstellungen
- Dirmstein, Sturmfedersches Schloss, Kulturverein St. Michael: Werke Walter Perrons aus seiner Dirmsteiner Schaffensperiode. Die Ausstellung dauerte vom 3. bis 18. November 2007.

| Personendaten    | Personendaten                                                         |
| ---------------- | --------------------------------------------------------------------- |
| NAME             | Perron, Walter                                                        |
| ALTERNATIVNAMEN  | Perron, Walther; Perron, Friedrich Walter Martin (vollständiger Name) |
| KURZBESCHREIBUNG | deutscher Maler und Bildhauer                                         |
| GEBURTSDATUM     | 30. September 1895                                                    |
| GEBURTSORT       | Frankenthal (Pfalz)                                                   |
| STERBEDATUM      | 19. Oktober 1970                                                      |
| STERBEORT        | Frankenthal (Pfalz)                                                   |